# Flying Get
„Flying Get” (jap. フライングゲット Furaingu Getto) – dwudziesty drugi singel japońskiego zespołu AKB48, wydany w Japonii 24 sierpnia 2011 roku przez You! Be Cool.
Singel został wydany w pięciu edycjach: dwóch regularnych i dwóch limitowanych (Type A, Type B) oraz „teatralnej” (CD). Osiągnął 1 pozycję w rankingu Oricon i pozostał na liście przez 57 tygodni, sprzedał się w nakładzie 1 625 849 egzemplarzy. Singel zdobył status płyty Milion.

## Lista utworów
Wszystkie utwory zostały napisane przez Yasushiego Akimoto.

### Type A
| CD  | | | |      |
| Nr  | Tytuł | Kompozycja | Aranżacja | Czas |
| 1.  | „Flying Get” (jap. フライングゲット) | Shinya Sumida | Ikuta Machine | 4:14 |
| 2.  | „Dakishimecha ikenai” (jap. 抱きしめちゃいけない) (wyk. Under Girls)                                                                            | Hiroshi Takaki | Takeshi Masuda | 5:37 |
| 3.  | „Seishun to kizukanai mama” (jap. 青春と気づかないまま)                                                                                         | y@suo ohtani | Yūichi "Masa" Nonaka | 5:14 |
| 4.  | „Flying Get” (jap. フライングゲット) (off vocal version)                                                                                        | Shinya Sumida | Ikuta Machine | 4:14 |
| 5.  | „Dakishimecha ikenai” (jap. 抱きしめちゃいけない) (off vocal version)                                                                           | Hiroshi Takaki | Takeshi Masuda | 5:37 |
| 6.  | „Seishun to kizukanai mama” (jap. 青春と気づかないまま) (off vocal version)                                                                     | y@suo ohtani | Yūichi "Masa" Nonaka | 5:14 |
| DVD | | | |      |
| Nr  | Tytuł | Tytuł | Tytuł | Czas |
| 1.  | „Flying Get” (jap. フライングゲット) Music Clip Butō eiga „Akai hachigatsu ~Flying Get-hen” (jap. 「武闘映画『紅い八月～フライングゲット篇』」) | „Flying Get” (jap. フライングゲット) Music Clip Butō eiga „Akai hachigatsu ~Flying Get-hen” (jap. 「武闘映画『紅い八月～フライングゲット篇』」) | „Flying Get” (jap. フライングゲット) Music Clip Butō eiga „Akai hachigatsu ~Flying Get-hen” (jap. 「武闘映画『紅い八月～フライングゲット篇』」) |      |
| 2.  | „Dakishimecha ikenai” (jap. 抱きしめちゃいけない) (Music Clip)                                                                                  | „Dakishimecha ikenai” (jap. 抱きしめちゃいけない) (Music Clip)                                                                                  | „Dakishimecha ikenai” (jap. 抱きしめちゃいけない) (Music Clip)                                                                                  |      |
| 3.  | „Seishun to kizukanai mama” (jap. 青春と気づかないまま) (Music Clip)                                                                            | „Seishun to kizukanai mama” (jap. 青春と気づかないまま) (Music Clip)                                                                            | „Seishun to kizukanai mama” (jap. 青春と気づかないまま) (Music Clip)                                                                            |      |
| 4.  | „Butō eiga „Akai hachigatsu ~Chōjō kessen-hen”” (jap. 武闘映画「紅い八月～頂上決戦篇」)                                                         | „Butō eiga „Akai hachigatsu ~Chōjō kessen-hen”” (jap. 武闘映画「紅い八月～頂上決戦篇」)                                                         | „Butō eiga „Akai hachigatsu ~Chōjō kessen-hen”” (jap. 武闘映画「紅い八月～頂上決戦篇」)                                                         |      |
| 5.  | „„Flying Get” Dancing Version” (jap. 「フライングゲット」ダンシングバージョン)                                                                  | „„Flying Get” Dancing Version” (jap. 「フライングゲット」ダンシングバージョン)                                                                  | „„Flying Get” Dancing Version” (jap. 「フライングゲット」ダンシングバージョン)                                                                  |      |

### Type B
| CD  | | | |      |
| Nr  | Tytuł | Kompozycja | Aranżacja | Czas |
| 1.  | „Flying Get” (jap. フライングゲット) | Shinya Sumida | Ikuta Machine | 4:14 |
| 2.  | „Dakishimecha ikenai” (jap. 抱きしめちゃいけない) (wyk. Under Girls)                                                                            | Hiroshi Takaki | Takeshi Masuda | 5:37 |
| 3.  | „Ice no kuchizuke” (jap. アイスのくちづけ) | Kana Yabuki | Takeshi Masuda | 4:16 |
| 4.  | „Flying Get” (jap. フライングゲット) (off vocal ver.)                                                                                           | Shinya Sumida | Ikuta Machine | 4:14 |
| 5.  | „Dakishimecha ikenai” (jap. 抱きしめちゃいけない) (off vocal ver.)                                                                              | Hiroshi Takaki | Takeshi Masuda | 5:37 |
| 6.  | „Ice no kuchizuke” (jap. アイスのくちづけ) (off vocal ver.)                                                                                     | Kana Yabuki | Takeshi Masuda | 4:16 |
| DVD | | | |      |
| Nr  | Tytuł | Tytuł | Tytuł | Czas |
| 1.  | „Flying Get” (jap. フライングゲット) Music Clip Butō eiga „Akai hachigatsu ~Flying Get-hen” (jap. 「武闘映画『紅い八月～フライングゲット篇』」) | „Flying Get” (jap. フライングゲット) Music Clip Butō eiga „Akai hachigatsu ~Flying Get-hen” (jap. 「武闘映画『紅い八月～フライングゲット篇』」) | „Flying Get” (jap. フライングゲット) Music Clip Butō eiga „Akai hachigatsu ~Flying Get-hen” (jap. 「武闘映画『紅い八月～フライングゲット篇』」) |      |
| 2.  | „Dakishimecha ikenai” (jap. 抱きしめちゃいけない) (Music Clip)                                                                                  | „Dakishimecha ikenai” (jap. 抱きしめちゃいけない) (Music Clip)                                                                                  | „Dakishimecha ikenai” (jap. 抱きしめちゃいけない) (Music Clip)                                                                                  |      |
| 3.  | „Ice no kuchizuke” (jap. アイスのくちづけ) (Music Clip)                                                                                         | „Ice no kuchizuke” (jap. アイスのくちづけ) (Music Clip)                                                                                         | „Ice no kuchizuke” (jap. アイスのくちづけ) (Music Clip)                                                                                         |      |
| 4.  | „Dai 3-kai AKB48 sōsenkyo Document eizō” (jap. 第3回AKB48総選挙 ドキュメント映像)                                                               | „Dai 3-kai AKB48 sōsenkyo Document eizō” (jap. 第3回AKB48総選挙 ドキュメント映像)                                                               | „Dai 3-kai AKB48 sōsenkyo Document eizō” (jap. 第3回AKB48総選挙 ドキュメント映像)                                                               |      |
| 5.  | „Butō eiga „Akai hachigatsu ~Chōjō kessen-hen - Yokoku”” (jap. 武闘映画「紅い八月～頂上決戦篇・予告」)                                          | „Butō eiga „Akai hachigatsu ~Chōjō kessen-hen - Yokoku”” (jap. 武闘映画「紅い八月～頂上決戦篇・予告」)                                          | „Butō eiga „Akai hachigatsu ~Chōjō kessen-hen - Yokoku”” (jap. 武闘映画「紅い八月～頂上決戦篇・予告」)                                          |      |

### Wer. teatralna
| CD |                                                                      |                |                |      |
| Nr | Tytuł                                                                | Kompozycja     | Aranżacja      | Czas |
| 1. | „Flying Get” (jap. フライングゲット)                                 | Shinya Sumida  | Ikuta Machine  | 4:14 |
| 2. | „Dakishimecha ikenai” (jap. 抱きしめちゃいけない) (wyk. Under Girls) | Hiroshi Takaki | Takeshi Masuda | 5:37 |
| 3. | „Yasai uranai” (jap. 野菜占い)                                       | TANATONOTE     | Seiji Mutō     | 3:51 |
| 4. | „Flying Get” (jap. フライングゲット) (off vocal ver.)                | Shinya Sumida  | Ikuta Machine  | 4:14 |
| 5. | „Dakishimecha ikenai” (jap. 抱きしめちゃいけない) (off vocal ver.)   | Hiroshi Takaki | Takeshi Masuda | 5:37 |
| 6. | „Yasai uranai” (jap. 野菜占い) (off vocal ver.)                      | TANATONOTE     | Seiji Mutō     | 3:51 |

## Skład zespołu
Członkinie, które wzięły udział w nagraniu singla, zostały wybrane w drodze głosowania:
| „Flying Get” |
| --- |
| - Team A: Atsuko Maeda (środek, 1.), Mariko Shinoda (4.), Haruna Kojima (6.), Minami Takahashi (7.), Rino Sashihara (9.), Aki Takajō (12.), Asuka Kuramochi (21.) - Team K: Yūko Ōshima (2.), Tomomi Itano (8.), Minami Minegishi (15.), Sayaka Akimoto (17.), Yui Yokoyama (19.) - Team B: Yuki Kashiwagi (3.), Mayu Watanabe (5.), Rie Kitahara (13.), Tomomi Kasai (16.), Amina Satō (18.), Yuka Masuda (20.) - Team S: Rena Matsui (10.), Jurina Matsui (14.) |

| „Dakishimecha ikenai” |
| --- |
| - Team A: Haruka Nakagawa (24.), Aika Ōta (25.), Shizuka Oya (29.), Ami Maeda (37.) - Team K: Ayaka Umeda (środek, 22.), Moeno Nito (31.), Sakiko Matsui (38.), Reina Fujie (40.) - Team B: Natsumi Hirajima (26.), Miho Miyazaki (27.), Mika Komori (32.), Sumire Satō (34.) - Team 4: Mina Oba (35.), Miori Ichikawa (39.) - Team S: Masana Ōya (30.), Akari Suda (36.) - Team KII: Akane Takayanagi (23.), Sawako Hata (33.) - Team N: Sayaka Yamamoto (28.) |

| „Seishun to kizukanai mama” |
| --- |
| - Team A: Atsuko Maeda (środek), Aika Ōta, Asuka Kuramochi, Haruna Kojima, Rino Sashihara, Mariko Shinoda, Aki Takajō, Minami Takahashi, Ami Maeda - Team K: Sayaka Akimoto, Tomomi Itano, Yūko Ōshima, Ayaka Kikuchi, Moeno Nitō, Minami Minegishi, Sae Miyazawa, Yui Yokoyama - Team B: Tomomi Kasai, Yuki Kashiwagi, Rie Kitahara, Mika Komori, Sumire Satō, Miho Miyazaki, Mayu Watanabe - Team 4: Miori Ichikawa, Mina Oba, Haruka Shimazaki, Haruka Shimada, Mariya Nagao, Suzuran Yamauchi - Team S: Jurina Matsui, Rena Matsui |

| „Ice no kuchizuke” |
| --- |
| - Team A: MarikoShinoda, Minami Takahashi, Atsuko Maeda - Team K: Tomomi Itano, Yūko Ōshima - Team B: Mayu Watanabe - Kenkyūsei: Aimi Eguchi (środek) |

| „Yasai uranai” |
| --- |
| - Team A: Atsuko Maeda (środek), Aika Ōta, Asuka Kuramochi, Haruna Kojima, Rino Sashihara, Mariko Shinoda, Aki Takajō, Minami Takahashi, Ami Maeda - Team K: Sayaka Akimoto, Tomomi Itano, Yūko Ōshima, Moeno Nitō, Minami Minegishi, Sae Miyazawa, Yui Yokoyama - Team B: Tomomi Kasai, Yuki Kashiwagi, Rie Kitahara, Mika Komori, Sumire Satō, Miho Miyazaki, Mayu Watanabe - Team S: Jurina Matsui, Rena Matsui - Team KII: Akane Takayanagi, Manatsu Mukaida - Team E: Kanon Kimoto - Team N: Sayaka Yamamoto, Miyuki Watanabe |

## Notowania
| Lista                                      | Pozycja |
| ------------------------------------------ | ------- |
| Oricon Weekly Singles Chart                | 1       |
| Oricon Yearly Singles Chart                | 1       |
| Billboard Japan Hot 100                    | 1       |
| Billboard Japan Hot Singles Sales          | 1       |
| Billboard Japan Hot Top Airplay            | 1       |
| Billboard Japan Adult Contemporary Airplay | 1       |

## Nagrody
- 2011: 53. Japan Record Awards – „Grand Prix”[9]

## Wersja SNH48
Grupa SNH48 wydała własną wersję piosenki, zatytułowaną Flying Get (chiń. 飞翔入手; pinyin Fēixiáng rùshǒu), jako drugi minialbum. Ukazał się 2 sierpnia 2013 roku w dwóch edycjach: regularnej (CD+DVD) i Deluxe (CD+DVD+Photobook).

### Lista utworów
| CD  |                                       |                                      |                                      |      |
| Nr  | Tytuł                                 | Słowa                                | Oryginalna piosenka                  | Czas |
| 1.  | „Fēixiáng rùshǒu” (chn. 飞翔入手)     | Gu Rui, Gou Qing                     | „Flying Get”                         |      |
| 2.  | „Mǎwěi yǔ fā quān” (chn. 马尾与发圈)  | Gu Rui, Gou Qing                     | „Ponytail to shushu”                 |      |
| 3.  | „Shítou jiǎndāo bù” (chn. 石头剪刀布) | Gu Rui, Gou Qing                     | „Chance no junban”                   |      |
| 4.  | „Fēixiáng rùshǒu” (off-vocal)         |                                      | „Flying Get”                         |      |
| 5.  | „Mǎwěi yǔ fā quān” (off-vocal)        |                                      | „Ponytail to shushu”                 |      |
| 6.  | „Shítou jiǎndāo bù” (off-vocal)       |                                      | „Chance no junban”                   |      |
| DVD |                                       |                                      |                                      |      |
| Nr  | Tytuł                                 | Tytuł                                | Tytuł                                | Czas |
| 1.  | „Fēixiáng rùshǒu” (MV)                | „Fēixiáng rùshǒu” (MV)               | „Fēixiáng rùshǒu” (MV)               |      |
| 2.  | „Mǎwěi yǔ fā quān” (MV)               | „Mǎwěi yǔ fā quān” (MV)              | „Mǎwěi yǔ fā quān” (MV)              |      |
| 3.  | „Shítou jiǎndāo bù 525 LIVE Version”  | „Shítou jiǎndāo bù 525 LIVE Version” | „Shítou jiǎndāo bù 525 LIVE Version” |      |

## Wersja JKT48
Grupa JKT48 wydała własną wersję piosenki jako piąty singel. Ukazał się 5 marca 2013 roku w dwóch edycjach: „Alfa Group Version” (CD) i „teatralnej” (CD).

### Lista utworów
| CD (Alfa Group Version) |                                                                                               |                                                  |      |
| Nr                      | Tytuł                                                                                         | Oryginalna piosenka                              | Czas |
| 1.                      | „Flying Get”                                                                                  | „Flying Get”                                     |      |
| 2.                      | „Hanikami Lollypop -Malu-malu Lollypop-”                                                      | „Hanikami Lollipop”                              |      |
| 3.                      | „Dareka no Tame ni -What Can I Do for Someone?–” (Demi Seseorang –What Can I Do for Someone?- | „Dareka no tame ni”                              |      |
| 4.                      | „Korogaru Ishi ni Nare -Jadilah Batu yang Berputar-”                                          | „Korogaru ishi ni nare” (SKE48 Team K 2nd Stage) |      |
| 5.                      | „Heavy Rotation”                                                                              | „Heavy Rotation”                                 |      |
| 6.                      | „Aitakatta -Ingin Bertemu-”                                                                   | „Aitakatta”                                      |      |
| 7.                      | „Baby!Baby!Baby!”                                                                             | „Baby! Baby! Baby!”                              |      |
| 8.                      | „RIVER”                                                                                       | „RIVER”                                          |      |
| 9.                      | „Fortune Cookie in Love -Fortune Cookie yang Mencinta-”                                       | „Koisuru Fortune Cookie”                         |      |
| CD (wer. „teatralna”)   |                                                                                               |                                                  |      |
| Nr                      | Tytuł                                                                                         | Oryginalna piosenka                              | Czas |
| 1.                      | „Flying Get”                                                                                  | „Flying Get”                                     |      |
| 2.                      | „Hanikami Lollypop -Malu-malu Lollypop-”                                                      | „Hanikami Lollipop”                              |      |
| 3.                      | „Shoujotachi yo”                                                                              | „Shōjo-tachi yo”                                 |      |